# مرتضی حیدری
مرتضی حیدری (متولد چهارم فروردین ۱۳۴۸ در محله سه راه آذری شهر تهران)، مجری و گویندهٔ خبر تلویزیون رسمی جمهوری اسلامی ایران است.
حیدری بیشتر به دلیل اجرای برنامه «گفتگوی ویژهٔ خبری» در شبکهٔ دوم سیما معروف است.

## تحصیلات
وی دانش‌آموختهٔ رشته فیزیوتراپی در مقاطع کارشناسی و کارشناسی ارشد از دانشگاه تهران و همچنین دارای دکترای رشته مدیریت از دانشگاه تهران می‌باشد.
حیدری در مهر ماه ۱۳۸۸ به خارج از کشور سفر کرد. وی در مصاحبه‌ای تلویزیونی اعلام کرد که در خارج از ایران مشغول ادامه تحصیل است.

## انتقادات
او سابقه مصاحبه با سه تن از زندانیان سیاسی در دوران اعتراضات پس از انتخابات ریاست جمهوری ۸۸ را داشت که از صداوسیما پخش و انتقادات شدید اصلاح طلبان و هواداران جنبش سبز را در پی داشت خصوصاً که سعید حجاریان که یکی از بازداشتی‌ها بود وضعیت جسمی مناسبی نداشتند.
پس از پایان دولت احمدی‌نژاد حسن روحانی که در مصاحبه‌های ابتدایی حاضر به حضور مرتضی حیدری در مصاحبه‌های تلویزیونی خود نشده و با انتقاداتی مواجه شده بود، نهایتاً با او مصاحبه کرد.
او برخی خبرسازی‌ها مبنی بر پناهندگی خود را نیز به کلی رد کرد.